# Лихтенштейн на зимних Олимпийских играх 1972
Лихтенштейн принимал участие в Зимних Олимпийских играх 1972 года в Саппоро (Япония), но не завоевал ни одной медали. В состав делегации входили шеф, представитель Международной федерации санного спорта Б. Эдвард, 4 горнолыжника (1 запасной), 2 саночника (1 запасной), врач, массажист, повар. Олимпийским атташе от Лихтенштейна был выбран Юнккерсторф.

## Результаты соревнований

### Горнолыжный спорт
Мужчины
| Соревнование      | Спортсмены      | Скоростной спуск/ 1 спуск | Скоростной спуск/ 1 спуск | Слалом/ 2 спуск | Слалом/ 2 спуск | Всего   | Место |
| Соревнование      | Спортсмены      | Время                     | Место                     | Время           | Место           | Всего   | Место |
| ----------------- | --------------- | ------------------------- | ------------------------- | --------------- | --------------- | ------- | ----- |
| Скоростной спуск  | Герберт Марксер | Не проводится             | Не проводится             | Не проводится   | Не проводится   | 1:55,90 | 26    |
| Скоростной спуск  | Вилли Фроммельт | Не проводится             | Не проводится             | Не проводится   | Не проводится   | 1:57,58 | 30    |
| Гигантский слалом | Вилли Фроммельт | 1:35,71                   | 20                        | 1:42,94         | 26              | 3:18,65 | 22    |
| Гигантский слалом | Герберт Марксер | 1:38,13                   | 32                        | 1:41,57         | 21              | 3:19,70 | 24    |
| Слалом            | Герберт Марксер | DNF                       | DNF                       | DNF             | DNF             | DNF     | DNF   |
| Слалом            | Вилли Фроммельт | DSQ                       | DSQ                       | DSQ             | DSQ             | DSQ     | DSQ   |

Женщины
| Соревнование      | Спортсмены  | Скоростной спуск/ 1 спуск | Скоростной спуск/ 1 спуск | Слалом/ 2 спуск | Слалом/ 2 спуск | Всего   | Место |
| Соревнование      | Спортсмены  | Время                     | Место                     | Время           | Место           | Всего   | Место |
| ----------------- | ----------- | ------------------------- | ------------------------- | --------------- | --------------- | ------- | ----- |
| Скоростной спуск  | Марта Бюлер | Не проводится             | Не проводится             | Не проводится   | Не проводится   | 1:40,06 | 10    |
| Гигантский слалом | Марта Бюлер | Не проводится             | Не проводится             | Не проводится   | Не проводится   | 1:33,15 | 10    |
| Слалом            | Марта Бюлер | 50,65                     | 21                        | 51,04           | 17              | 1:41,69 | 18    |

### Санный спорт
Мужчины
| Соревнование | Спортсмены  | 1 заезд   | 1 заезд | 2 заезд   | 2 заезд | 3 заезд   | 3 заезд | 4 заезд   | 4 заезд | Итоговый результат | Итоговое место |
| Соревнование | Спортсмены  | Результат | Место   | Результат | Место   | Результат | Место   | Результат | Место   | Итоговый результат | Итоговое место |
| ------------ | ----------- | --------- | ------- | --------- | ------- | --------- | ------- | --------- | ------- | ------------------ | -------------- |
| Одиночки     | Вернер Зеле | 56,39     | 40      | 56,04     | 40      | 55,03     | 39      | 54,92     | 36      | 3:42,38            | 39             |